# Centre international d'épistémologie génétique
Le Centre international d'épistémologie génétique (CIEG) est un ancien centre de recherche sur l'épistémologie génétique fondé en 1955 par Jean Piaget et rattaché à l'université de Genève qui a regroupé de nombreux biologistes, logiciens, mathématiciens, psychologues, neuropsychologues, philosophes et physiciens, tous ayant en commun un intérêt pour l'épistémologie ou la philosophie des sciences. Ses membres produiront des travaux pendant près de 30 ans, de 1955 à 1985, années durant lesquelles il évoluera en parallèle de l'Institut Jean-Jacques Rousseau. Les travaux du centre ont trait à la construction des connaissances au fil de l'âge de l'individu. Le centre ferme sur décision de l'université en 1985.

## Directeurs
| Liste des directeurs | Liste des directeurs | Liste des directeurs |
| -------------------- | -------------------- | -------------------- |
| 1955                 | 1980                 | Jean Piaget          |
| 1981                 | 1985                 | Gil Henriques        |

## Travaux
Les fruits des études d'épistémologie génétique sont présentés dans un Symposium annuel dont la thématique a évolué chaque année. On peut citer par exemple et parmi la trentaine d'études :
- L'apprentissage des structures logiques (1959)
- Les problèmes de la construction du nombre (1960)
- L'épistémologie de l'espace (1964)
- L’épistémologie du temps (1966)
- Épistémologie et psychologie de l'identité (1968)

## Quelques auteurs et chercheurs du centre
Outre Jean Piaget, autour duquel a gravité le centre, ont également participé aux études de nombreux auteurs, plus ou moins impliqués, parmi lesquels : Leo Apostel , Jean-Blaise Grize , Seymour Papert, Benoît Mandelbrot, Pierre Gréco , Thomas Samuel Kuhn, Mario Bunge, Francis Halbwachs , Gilles Gaston Granger , François Bresson, Gil Henriques, Rafel Carreras, , etc.